# Dromedary-Gletscher
Der Dromedary-Gletscher ist ein kleiner alpiner Gletscher im ostantarktischen Viktorialand. In der Royal Society Range liegt er in einem Bergkessel an der Ostflanke des Mount Dromedary.
Teilnehmer einer von 1960 bis 1961 dauernden Kampagne im Rahmen der neuseeländischen Victoria University’s Antarctic Expeditions benannten ihn in Anlehnung an die Benennung des gleichnamigen Berges.